# NGC 2157
NGC 2157 ist ein offener Sternhaufen im Sternbild Dorado in der Großen Magellanschen Wolke.
Das Objekt wurde am 6. November 1826 von James Dunlop entdeckt.